# Кејси Афлек
Кејси Афлек (енгл. Casey Affleck; Фалмут, 12. август 1975) амерички је глумац и режисер. Каријеру је започео као дечији глумац, појављивањем у телевизијском филму Пи-Би-Еса „Lemon Sky (1988) и у минисерији „Кенедији из Масачусетса” (1990). Касније је глумио у Сановим филмовима - „Умрети за” (1995), „Добри Вил Хантинг” (1997) и „Гери” (2002) и у Содерберговој трилогији комедије - „Играј своју игру” (2001), „Играј своју игру 2” (2004) и „Играј своју игру 3” (2007). Његова прва главна улога била је у независној комедији-драми Стива Бусемија - „Усамљени Џим”(2006).
Афлеков пробој био је 2007. године, када је номинован за Оскара за најбољег глумца у споредној улози због своје глуме у вестерн драми „Кукавичко убиство Џесија Џејмса од стране Роберта Форда” и глумио је у крими драми „Нестала”, у режији свог брата Бена Афлека.
2010. године режирао је псеудодокументарну комедију „И даље сам овде”. Затим је имао низ успешних филмова почетком 2010-их, и то „Пљачка с врха”, „Паранорман” и „Међузвездани” и добио је посебну похвалу за своју улогу као одметник у филму „Зар они нису свеци”.
Афлек је 2016. године глумио главну улогу у драми „Манчестер на Мору”. За своју улогу као Ли Чендлер, човек који жали због губитка своје деце, освојио је Златни глобус за најбољег главног глумца у играном филму, БАФТА за најбољег глумца у главној улози и Оскара за најбољег глумца у главној улози и добио номинацију за награда Удружења филмских глумаца.

## Детињство и младост
Кејси Афлек (енгл. Caleb Casey McGuire Affleck-Boldt) рођен је 12. августа 1975. у Фалмуту у држави Масачусетс од стране Кристофер Ен "Крис" (девојачки Болдт) и Тимоти Бјерс Афлека. Презиме "Афлек" је шкотског порекла. Такође има порекло ирског, немачког, енглеског и швајцарског порекла. Афлеков прадеда са мајчине стране, Хајнрих Болдт, познат по открићу курмсун диска, емигрирао је из Пруске крајем 1840-их. Кејсина мајка је била учитељица у Основној школи, едукована од стране Харварда. Његов отац је спорадично радио као аутомеханичар, столар, кладионичар, електричар, бармен и домар на Харвард универзитету. Током Афлековог детињства, његов отац је много пио. Афлек је прво почео да глуми „преиспитивањем онога што се догађало код куће“ на пробама глуме.
Након развода родитеља када му је било 9 година, Афлек и његов старији брат Бен живели су са мајком и обилазили оца сваке недеље. Научио је да говори шпански током једне године проведене путујући по Мексику са мајком и братом кад је имао 10 година. Два брата су "заједно смо проводили много времена. Очигледно да смо у школи били у различитим разредима, али имали смо исте пријатеље." Када је Афлек имао 14 година, његов се отац преселио у Индио у Калифорнији да би кренуо на рехабилитацију, а касније је тамо радио као саветник за зависности. Афлек се помирио с оцем током посете Калифорнији као тинејџер: "Упознао сам га, заиста, јер је био трезан први пут ... Човек кога сам познавао пре тога био је потпуно другачији."
Одрастајући у политички активном, либералном домаћинству на Централном тргу, у Кејмбриџу, Афлек и његов брат били су окружени људима који су се бавили уметношћу, мајка их је редовно водила у позориште и били су подстицани да праве сопствене кућне филмове. Браћа су се понекад појављивала у локалним емисијама за временске прилике и као статисти у филмовима због мајчиног пријатељства са локалним редитељима кастинга. Кејси је глумио у бројним средњошколским позоришним продукцијама још као ученик. Рекао је да "не би био глумац" да није било његовог средњошколског позоришног учитеља Герија Спека: "Некако ме је окренуо глуми, показао зашто то може бити забавно, како то може бити корисно.""
Са 18 година, Афлек се преселио у Лос Анђелес на годину дана да би наставио глумачку каријеру, и живео са својим братом и њиховим пријатељем из детињства Мет Дејмоном. Упркос томе што је имао „најбоље могуће прво искуство“ током снимања филма „Умрети за”, већи део године провео је радећи као конобар у једном ресторану у Пасадени. Одлучио је да се пресели у Вашингтон, да би студирао политичке науке на Универзитету Џорџ Вашингтон. Убрзо се пребацио на Универзитет Колумбија у Њујорку, где је две године пратио основне студије. Међутим, он није дипломирао: „Ја бих одслушао семестар, па бих ишао да снимим филм ... Прилике су се појављивале и било ми је тешко да бих одбијем ... До тада, заправо нисам успоставио корене ни са школом ни са пријатељима."

## Филмографија

### Филм
| Година | Назив                                                   |
| ------ | ------------------------------------------------------- |
| 1995   | Умрети за                                               |
| 1996   | Race the Sun                                            |
| 1997   | Луд за Ејми                                             |
| 1997   | Добри Вил Хантинг                                       |
| 1998   | Пустињско плаветнило                                    |
| 1999   | 200 цигарета                                            |
| 1999   | Америчка пита                                           |
| 1999   | Floating                                                |
| 2000   | Ко је убио Мону                                         |
| 2000   | Одана                                                   |
| 2000   | Хамлет                                                  |
| 2000   | Пажња купци                                             |
| 2001   | Играј своју игру                                        |
| 2001   | Америчка пита 2                                         |
| 2001   | Soul Survivors                                          |
| 2002   | Гери                                                    |
| 2004   | Играј своју игру 2                                      |
| 2005   | Усамљени Џим                                            |
| 2006   | Последњи пољубац                                        |
| 2007   | Играј своју игру 3                                      |
| 2007   | Кукавичко убиство Џесија Џејмса од стране Роберта Форда |
| 2007   | Нестала                                                 |
| 2010   | Убица у мени                                            |
| 2010   | И даље сам овде                                         |
| 2011   | Пљачка с врха                                           |
| 2012   | Паранорман                                              |
| 2013   | Зар они нису свеци                                      |
| 2013   | Из зла у горе                                           |
| 2014   | Међузвездани                                            |
| 2015   | Unity                                                   |
| 2016   | Манчестер на Мору                                       |
| 2016   | The Finest Hours                                        |
| 2016   | Triple 9                                                |
| 2017   | Прича о духу                                            |
| 2018   | Старац са револвером                                    |
| 2019   | Светлост мог живота                                     |
| 2019   | Пријатељ                                                |
| 2023   | Опенхајмер                                              |

### Телевизија
| Year | Title                                | Role                         | Notes                                  |
| ---- | ------------------------------------ | ---------------------------- | -------------------------------------- |
| 1988 | Lemon Sky                            | Џери                         | Телевизијски филм                      |
| 1990 | Кенедији из Масачусетса              | Роберт Кенеди (Године 12–15) | Минисерија                             |
| 2010 | Други светски рат у ХД-у: Зрачни рат | Џои Арманини (глас)          | Телевизијски филм                      |
| 2016 | Уживо суботом увече                  | Себе(домаћин)                | Епизода: "Кејси Афлек/Шансе за репера" |